# Cronistoria della nazionale maschile di calcio dell'Italia
Nella presente pagina è riportata la cronistoria della nazionale di calcio dell'Italia. 